# IC 2630
IC 2630 је појединачна звијезда у сазвјежђу Лав која се налази на листи објеката дубоког неба у Индекс каталогу.
Деклинација објекта је + 12° 19' 13" а ректасцензија 11h 12m 43,4s.